# Fejd
I Fejd sono un gruppo musicale folk svedese, originari della città di Lilla Edet.
La band è stata fondata nel 2001 dai fratelli Rimmerfors con alcuni componenti del gruppo power metal Pathos.
Fejd in svedese significa faida.

## Formazione
- Patrik Rimmerfors - voce, bouzouki, cornamusa svedese, scacciapensieri, ghironda, recorder e altri strumenti folkloristici
- Niklas Rimmerfors - Nyckelharpa, voce
- Lennart Specht - tastiere
- Thomas Antonsson - basso
- Esko Salow - batteria

## Discografia
Album in studio
- 2008 - Storm
- 2010 - Eifur
- 2013 - Nagelfar
- 2016 - Trolldom

Demo
- 2002 - I En Tid Som Var
- 2004 - Huldran

EP
- 2006 - Eld